# 碘酸钕
碘酸钕是一种无机化合物，化学式为Nd(IO3)3。它可由硝酸钕或氧化钕在230 °C和碘酸在水中通过水热反应制得。它可以按下式进行热分解：
7 Nd(IO3)3 → Nd5(IO6)3 + Nd2O3 + 9 I2 + 21 O2
它的一水合物是已知的，其晶体属于单斜晶系P21空间群，在室温时的热释电系数为2.2×10−5 C·m−2/K。